# Agrotis pseudochretieni
Agrotis pseudochretieni là một loài bướm đêm trong họ Noctuidae.